# مارسل لوران
مارسل لوران (انگلیسی: Marcel Laurens؛ زادهٔ ۲۱ ژوئن ۱۹۵۲) دوچرخه‌سوار اهل بلژیک است.